# Hubert Hoyer
Hubert Hoyer (* 22. února 1949 Praha) je český varhaník, regenschori, pedagog, kulturní pracovník, skladatel, správce meteorologické stanice a autor a článků o počasí, předseda Společnosti Jakuba Jana Ryby.

## Životopis
Narodil se v roce 1949 v Praze. Jeho otec Ivan Hoyer (1919–2005) od roku 1950 pracoval pro lesní závod v Rožmitále pod Třemšínem, kde rodina do poloviny 70. let bydlela na zámku Rožmitál, který lesní závod upravil na byty. Od mládí se zajímá o počasí. Svou první meteorologickou stanici měl v zámecké zahradě. Jako správce rožmitálské meteorologické stanice, kterým se stal v roce 1966, pokračuje v tradici sahající do roku 1879.
Jeho hudební dráha začala v roce 1955, kdy se začal učit na klavír Lidové škole umění v Rožmitále. V roce 1957 přidal hru na housle u tehdejšího ředitele školy Václava Froňka. Po Froňkově odchodu byl půl roku žákem Ervíny Brokešové. V roce 1961 byl přijat k soukromému studiu u profesora konzervatoře Bedřicha Voldana a v roce 1967 se podrobil závěrečné zkoušce z hlavního oboru a hudební teorie. Kvůli politickým důvodům nebyl přijat na konzervatoř a musel zanechat i studia na Vysoké škole chemicko-technologické v Praze. Po absolvování vojenské služby v roce 1976 nastoupil jako externí učitel houslí a později i klavíru v Lidové škole umění v Rožmitále. Od listopadu 1989 pracoval v Základní umělecké škole J. J. Ryby jako externista a od roku 1990 jako interní učitel klavíru a houslí a jako korepetitor tanečního oboru. Několik žáků připravoval na další studium hudebního směru. V roce 1997 se stal ředitelem školy. Do důchodu odešel v roce 2011, ale ve škole stále působí jako ekonom a učitel hry na housle.

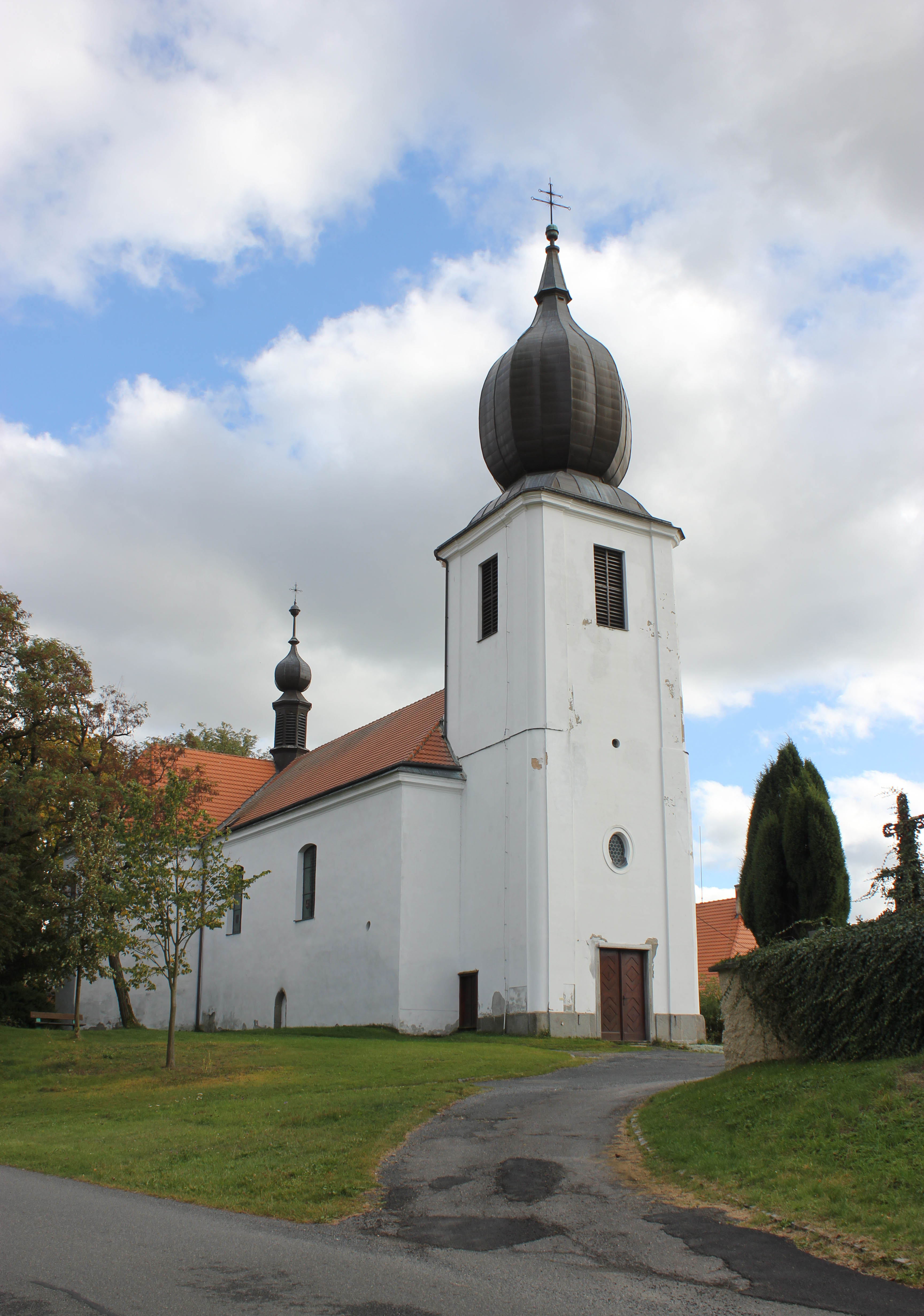
Kostel Povýšení svatého Kříže ve Starém Rožmitále

Je regenschorim farního kostela Povýšení svatého Kříže ve Starém Rožmitále. Je členem Společnosti Jakuby Jana Ryby u jejíž založení byl již jeho otec Ivan Hoyer, po němž pokračuje i jako badatel zaměřený na život a dílo Jakuba Jana Ryby. Spolu s dcerou Ivanou pečuje o odkaz Jakuba Jana Ryby a každoročně řídí provedení České mše vánoční v kostele Povýšení svatého Kříže ve Starém Rožmitále. Tu si sám poprvé zahrál již jako desetiletý v roce 1959. V kostele také provádí komentované prohlídky a ukazuje hru na varhany. Podílí se na organizaci Festivalu Jakuba Jana Ryby. Spolu s dcerou Ivanou se také podíleli na tvorbě expozic Podbrdského muzea.
V letech 1990–2022 byl za ODS zastupitelem v Rožmitále pod Třemšínem.

## Ocenění
V roce 2020 obdržel za zásluhy od Českobudějovické diecéze, ocěnení 1. stupně – zlatou medaili sv. Auraciána, kterou mu předal biskup Mons. Vlastimil Kročil.